# Acragas humaitae
Acragas humaitae é uma espécie de aranha saltadora do gênero Acragas. O nome científico desta espécie foi publicado pela primeira vez em 1978 por Bauab & Soares. Essas aranhas geralmente são facilmente encontradas no Brasil.